# Agrégation en Belgique
Pour les articles homonymes, voir Agrégation.
En Communauté française de Belgique, l'agrégation est un diplôme donnant accès à certaines fonctions de l'enseignement. Il en existe de plusieurs types.

## AESI
L'AESI ou agrégation de l'enseignement secondaire inférieur est un diplôme permettant d'enseigner une matière dans les trois premières années de l'enseignement secondaire. Ce diplôme est généralement intégré dans la formation des bacheliers qui se destinent à enseigner.

## AESS
L'AESS ou Agrégation de l'enseignement secondaire supérieur est un diplôme permettant d'enseigner une matière dans les trois dernières années de l'enseignement secondaire.
Le diplôme d'agrégation, en Belgique, n'est absolument pas l'équivalent français du CONCOURS de l'agrégation qui constitue le concours le plus élevé (et aussi le plus difficile à obtenir) pour pouvoir enseigner dans l'enseignement secondaire, en particulier dans les classes préparatoires aux Grandes Écoles. En France, ce concours date de l'ère napoléonienne pour recruter les professeurs des lycées à travers un examen très sélectif dont le but est d'assurer un haut niveau de formation des candidats. Il se rapproche plutôt du CAPES français.

## Réforme de Bologne
Depuis la réforme de Bologne en 2004, l'agrégation se fait généralement dans le cursus universitaire en choisissant cette option en dernière année (en seconde année de master). Cependant, il est encore possible de faire l'agrégation après les cinq années d'études universitaires, ou quatre pour ceux ayant fait une licence (avant Bologne).